# Distretto di Viengxay
Il distretto di Viengxay è uno degli otto distretti (mueang) della provincia di Houaphan, nel Laos.  Ha come capoluogo la città di Viengxay.